# 程泰
程泰（1425年—？），字用元，直隸徽州府祁門縣（今安徽祁門縣）人，明朝政治人物。景泰甲戌進士。官至河南布政使。

## 生平
正統十二年（1447年）丁卯科應天府鄉試第二十一名。景泰五年（1454年）甲戌科進士。授戶部主事，進秩郎中。擢廣西參政，往定安南地界。官至河南布政使。

## 家族
曾祖程汝楫。祖父程景華。父程顯，曾任左長史。
子程杲，弘治進士。